# Ōwani
Ōwani (大鰐町, Ōwani-machi) est un bourg situé dans le district de Minamitsugaru (préfecture d'Aomori), au Japon.

## Géographie

### Situation

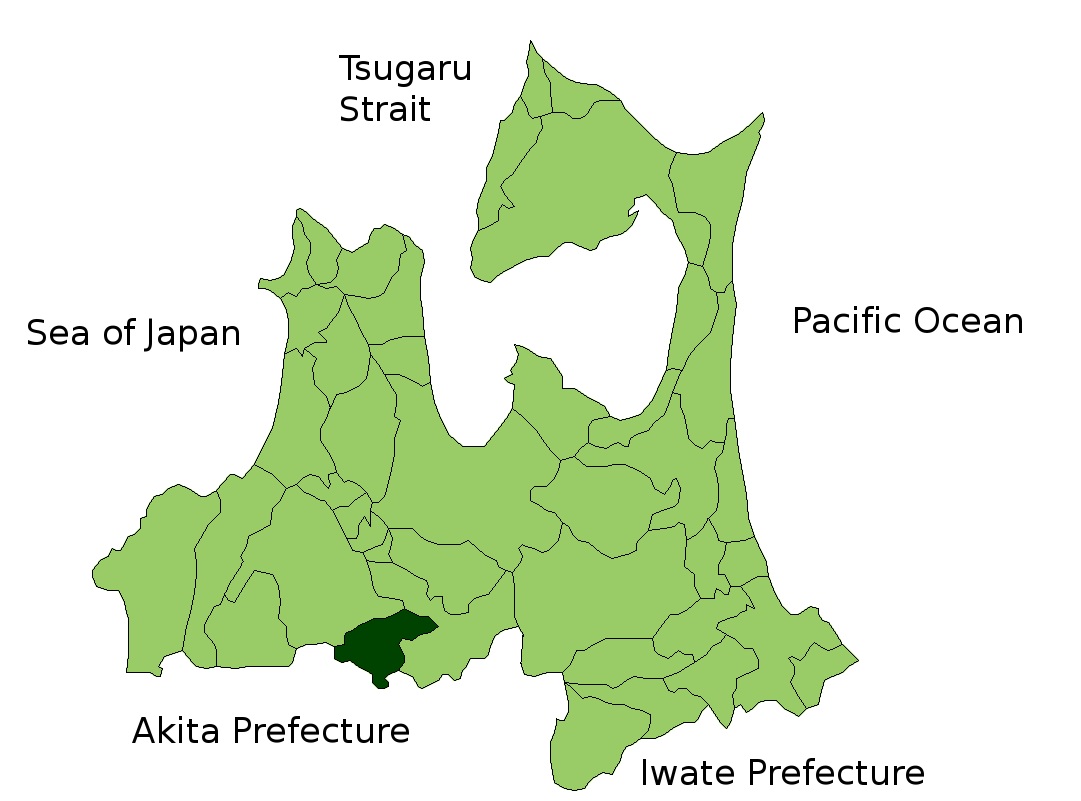
Carte de la préfecture d'Aomori avec le bourg d'Ōwani mis en évidence.

Le bourg d'Ōwani est situé dans le sud de la préfecture d'Aomori, à la frontière avec la préfecture d'Akita, sur l'île de Honshū, au Japon. Il a pour municipalités voisines la ville de Hirosaki au nord-ouest, la ville de Hirakawa à l'est et la ville d'Ōdate, dans la préfecture d'Akita, au sud.

### Démographie
Ōwani comptait 10 692 habitants lors du recensement du 30 avril 2014.